# Paavo Arhinmäki
Paavo Erkki Arhinmäki (ur. 13 grudnia 1976 w Helsinkach) – fiński polityk, od 2009 do 2016 przewodniczący Sojuszu Lewicy, poseł do Eduskunty, od 2011 do 2014 minister kultury i sportu.

## Życiorys
W 1995 zdał egzamin maturalny, podjął następnie studia w zakresie nauk politycznych na Uniwersytecie Helsińskim. Był pracownikiem sezonowym i dziennikarzem gazety „Kansan Uutiset”. Pełnił funkcję przewodniczącego organizacji młodzieżowej Sojuszu Lewicy i asystenta posłów tego ugrupowania.
W wyborach w 2007 uzyskał mandat deputowanego do fińskiego parlamentu z Helsinek. W 2009 zastąpił Marttiego Korhonena na stanowisku przewodniczącego Sojuszu Lewicy. W 2011 ponownie został posłem do Eduskunty. W rządzie Jyrkiego Katainena objął stanowisko ministra kultury i sportu.
W 2012 był kandydatem swojego ugrupowania w wyborach prezydenckich (w pierwszej turze głosowania otrzymał 5,5% głosów, zajmując 6. miejsce). 4 kwietnia 2014 odszedł z rządu. W 2015 i 2019 z powodzeniem ubiegał się o poselską reelekcję.
W czerwcu 2016 na funkcji przewodniczącego Sojuszu Lewicy zastąpiła go Li Andersson.